# Стівен Карр
Стівен Карр (англ. Stephen Carr, нар. 30 серпня 1976, Дублін) — ірландський футболіст, що грав на позиції захисника.
Виступав, зокрема, за клуби «Тоттенгем Готспур» та «Ньюкасл Юнайтед», а також національну збірну Ірландії.
Володар Кубка Інтертото.

## Клубна кар'єра
У дорослому футболі дебютував 1994 року виступами за команду «Тоттенгем Готспур», у якій провів десять сезонів, взявши участь у 226 матчах чемпіонату. Більшість часу, проведеного у складі «Тоттенгем Готспур», був основним гравцем захисту команди.
Своєю грою за цю команду привернув увагу представників тренерського штабу клубу «Ньюкасл Юнайтед», до складу якого приєднався 2004 року. Відіграв за команду з Ньюкасла наступні чотири сезони своєї ігрової кар'єри. За цей час виборов титул володаря Кубка Інтертото.
Завершив ігрову кар'єру у команді «Бірмінгем Сіті», за яку виступав протягом 2008—2013 років.

## Виступи за збірну
У 1999 році дебютував в офіційних матчах у складі національної збірної Ірландії.
Загалом протягом кар'єри в національній команді, яка тривала 9 років, провів у її формі 44 матчі.
| Дата       | Місто                  | Господарі         | Результат | Гості              | Турнір            | Голи | Примітки |
| ---------- | ---------------------- | ----------------- | --------- | ------------------ | ----------------- | ---- | -------- |
| 28-4-1999  | Дублін                 | Ірландія          | 2 – 0     | Швеція             | товариський матч  | -    |          |
| 29-5-1999  | Дублін                 | Ірландія          | 0 – 1     | Північна Ірландія  | товариський матч  | -    |          |
| 9-6-1999   | Дублін                 | Ірландія          | 1 – 0     | Північна Македонія | Відбір до ЧЄ 2000 | -    |          |
| 1-9-1999   | Дублін                 | Ірландія          | 2 – 1     | Югославія          | Відбір до ЧЄ 2000 | -    | 66'      |
| 4-9-1999   | Загреб                 | Хорватія          | 1 – 0     | Ірландія           | Відбір до ЧЄ 2000 | -    |          |
| 8-9-1999   | Та-Калі                | Мальта            | 2 – 3     | Ірландія           | Відбір до ЧЄ 2000 | -    |          |
| 13-11-1999 | Дублін                 | Ірландія          | 1 – 1     | Туреччина          | Відбір до ЧЄ 2000 | -    |          |
| 17-11-1999 | Бурса (місто)          | Туреччина         | 0 – 0     | Ірландія           | Відбір до ЧЄ 2000 | -    | 6'       |
| 30-5-2000  | Дублін                 | Ірландія          | 1 – 2     | Шотландія          | товариський матч  | -    |          |
| 4-6-2000   | Чикаго                 | Мексика           | 2 – 2     | Ірландія           | USA Cup 2000      | -    |          |
| 6-6-2000   | Фоксборо (Массачусетс) | США               | 1 – 1     | Ірландія           | USA Cup 2000      | -    |          |
| 11-6-2000  | Іст-Ратерфорд          | ПАР               | 1 – 2     | Ірландія           | USA Cup 2000      | -    |          |
| 2-9-2000   | Амстердам              | Нідерланди        | 2 – 2     | Ірландія           | Відбір до ЧС 2002 | -    |          |
| 7-10-2000  | Лісабон                | Португалія        | 1 – 1     | Ірландія           | Відбір до ЧС 2002 | -    |          |
| 11-10-2000 | Дублін                 | Ірландія          | 2 – 0     | Естонія            | Відбір до ЧС 2002 | -    |          |
| 25-4-2001  | Дублін                 | Ірландія          | 3 – 1     | Андорра            | Відбір до ЧС 2002 | -    | 66'      |
| 2-6-2001   | Дублін                 | Ірландія          | 1 – 1     | Португалія         | Відбір до ЧС 2002 | -    | 13'      |
| 6-6-2001   | Таллінн                | Естонія           | 0 – 2     | Ірландія           | Відбір до ЧС 2002 | -    |          |
| 12-2-2003  | Глазго                 | Шотландія         | 0 – 2     | Ірландія           | товариський матч  | -    |          |
| 29-3-2003  | Тбілісі                | Грузія            | 1 – 2     | Ірландія           | Відбір до ЧЄ 2004 | -    |          |
| 2-4-2003   | Тирана                 | Албанія           | 0 – 0     | Ірландія           | Відбір до ЧЄ 2004 | -    |          |
| 30-4-2003  | Дублін                 | Ірландія          | 1 – 0     | Норвегія           | товариський матч  | -    |          |
| 7-6-2003   | Дублін                 | Ірландія          | 2 – 1     | Албанія            | Відбір до ЧЄ 2004 | -    | 36'      |
| 11-6-2003  | Дублін                 | Ірландія          | 2 – 0     | Грузія             | Відбір до ЧЄ 2004 | -    |          |
| 19-8-2003  | Дублін                 | Ірландія          | 2 – 1     | Австралія          | товариський матч  | -    | 58'      |
| 6-9-2003   | Дублін                 | Ірландія          | 1 – 1     | Росія              | Відбір до ЧЄ 2004 | -    |          |
| 9-9-2003   | Дублін                 | Ірландія          | 2 – 2     | Туреччина          | товариський матч  | -    | 90'      |
| 11-10-2003 | Базель                 | Швейцарія         | 2 – 0     | Ірландія           | Відбір до ЧЄ 2004 | -    | 28'      |
| 18-11-2003 | Дублін                 | Ірландія          | 3 – 0     | Канада             | товариський матч  | -    | 46'      |
| 18-2-2004  | Дублін                 | Ірландія          | 0 – 0     | Бразилія           | товариський матч  | -    |          |
| 18-8-2004  | Дублін                 | Ірландія          | 1 – 1     | Болгарія           | товариський матч  | -    | 52'      |
| 4-9-2004   | Дублін                 | Ірландія          | 3 – 0     | Кіпр               | Відбір до ЧС 2006 | -    | 70'      |
| 8-9-2004   | Базель                 | Швейцарія         | 1 – 1     | Ірландія           | Відбір до ЧС 2006 | -    | 10'      |
| 9-10-2004  | Сен-Дені               | Франція           | 0 – 0     | Ірландія           | Відбір до ЧС 2006 | -    |          |
| 13-10-2004 | Дублін                 | Ірландія          | 2 – 0     | Фарерські острови  | Відбір до ЧС 2006 | -    |          |
| 26-3-2005  | Тель-Авів              | Ізраїль           | 1 – 1     | Ірландія           | Відбір до ЧС 2006 | -    | 42'      |
| 8-6-2005   | Торсгавн               | Фарерські острови | 0 – 2     | Ірландія           | Відбір до ЧС 2006 | -    |          |
| 17-8-2005  | Дублін                 | Ірландія          | 1 – 2     | Італія             | товариський матч  | -    | 57'      |
| 7-9-2005   | Дублін                 | Ірландія          | 0 – 1     | Франція            | Відбір до ЧС 2006 | -    | 59'      |
| 8-10-2005  | Строволос              | Кіпр              | 0 – 1     | Ірландія           | Відбір до ЧС 2006 | -    |          |
| 12-10-2005 | Дублін                 | Ірландія          | 0 – 0     | Швейцарія          | Відбір до ЧС 2006 | -    |          |
| 16-8-2006  | Дублін                 | Ірландія          | 0 – 4     | Нідерланди         | товариський матч  | -    | 46'      |
| 2-9-2006   | Штутгарт               | Німеччина         | 1 – 0     | Ірландія           | Відбір до ЧЄ 2008 | -    |          |
| 22-8-2007  | Орхус                  | Данія             | 0 – 4     | Ірландія           | товариський матч  | -    |          |
| Усього     |                        | Матчів            | 44        |                    | Голів             | 0    |          |

## Титули і досягнення
- Володар Кубка Інтертото (1):

«Ньюкасл Юнайтед»: 2006-2007